# Main Street (Roman)
Main Street ist ein satirisch-sozialkritischer Roman von Sinclair Lewis aus dem Jahr 1920. Sein Erscheinen war eines der sensationellsten Ereignisse der amerikanischen Verlagsgeschichte. 1922 erschien eine deutsche Übersetzung mit dem Titel Die Hauptstraße. Carola Kennicotts Geschichte, weitere deutsche Übersetzungen wurden 1927 und 1963 veröffentlicht. 1996 erschien eine Neuübersetzung unter dem Titel Main Street. Die Geschichte von Carol Kennicott.

## Handlung

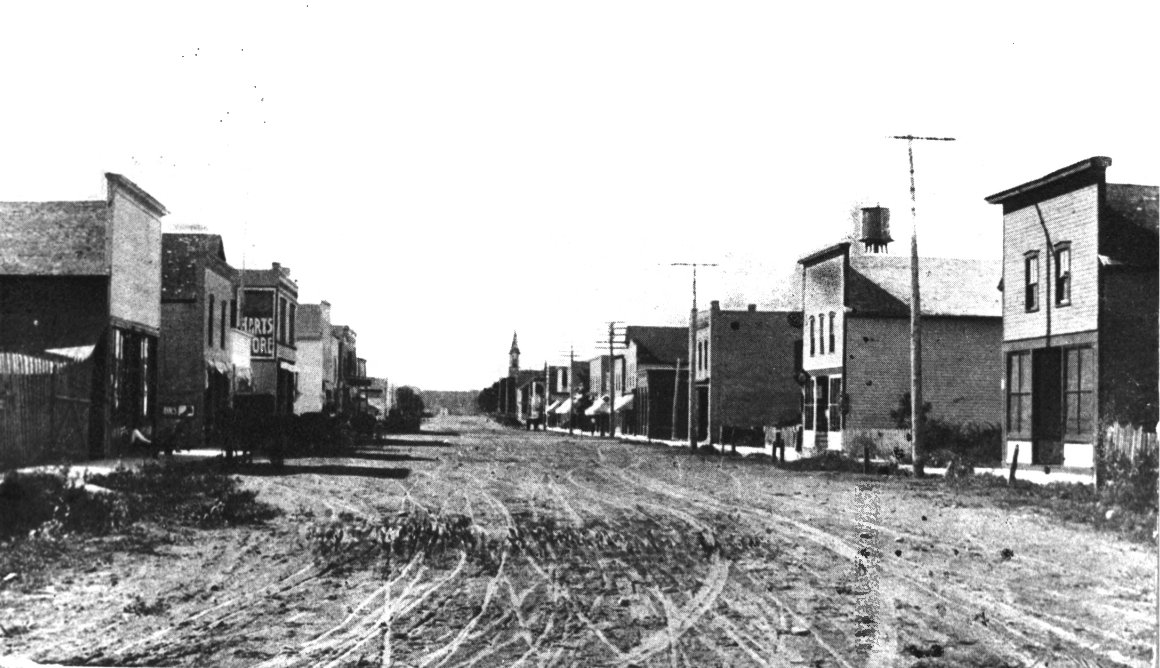
Die Main Street in Browerville, Minnesota (1910) – eine typische amerikanische Kleinstadtstraße in der Prärie vor dem Ersten Weltkrieg: im Frühjahr ein „Morast“, im Sommer eine Staubwüste

Die junge Carol Milford, vor dem Ersten Weltkrieg aufgewachsen in Minneapolis, hat undeutliche, oft wechselnde Ambitionen, die in Richtung künstlerischer, sozialer oder gesellschaftsgestaltender Aktivitäten zielen. Sie studiert in Chicago Soziologie, was damals in den USA eher „Social Gospel“ war, also eine Mischung aus christlicher Gesinnung, Wissenschaft und Weltverbesserung, und arbeitet anschließend als Bibliothekarin in St. Paul. Sie heiratet im Jahr 1912 den nüchternen, phantasielosen Arzt Dr. Kennicott aus dem 3000-Seelen-Städtchen Gopher Prairie (wörtlich etwa: „Erdhörnchen-Prärie“) in Minnesota, der ihr einredet, dass ihre Fähigkeiten für den Ort wichtig seien, und folgt ihm dorthin. Sie hegt jedoch von Anfang gemischte Gefühle für ihre neue Umgebung. Schon der erste Eindruck der Hauptstraße von Gopher Prairie ist trostlos; trotz einer Vielzahl von Geschäften sind schlechter Geschmack und Mangel an Inspiration allgegenwärtig und erdrückend. Geistige und künstlerische Leistungen können in diesem „Blinddarm der Gesellschaft“, der puritanischen „Welt aus Predigten und Gemischtwaren“ nicht gedeihen.
Mit ihren intellektuellen Allüren und ihren Versuchen, der Kleinstadt ein kulturelles Leben durch anspruchsvolle Literaturkurse und Theateraufführungen einzuhauchen oder das Rathaus zu verschönern, stößt Carol auf Ignoranz und Ablehnung; stattdessen trifft sie auf öde Routine und Konformität, Selbstüberschätzung, Klatschsucht, Intoleranz und muss sich wichtigtuerische Dialoge kommerziell denkender Menschen anhören. Die Kleinstädter verachten die fleißigen und gastfreundlichen, aber armen skandinavischen Farmer in der Prärie mit ihren „mistverdreckten Stiefeln“. Die Prärie, die für den Arzt nur ein Jagdrevier ist, ist für Carol ein Ort, an dem sie Würde und Größe findet; doch passen sich die Skandinavier schnell dem amerikanischen Lifestyle an und geben bereitwillig ihre Traditionen und ihre Sprache auf. Für viele ist Gopher Prairie nur eine Durchgangsstation auf dem Weg nach Westen bei der Suche nach immer mehr fruchtbarem Land. Immer wieder mischen sich die Betrachtungen von Carol, die kaum je aus Gopher Prairie herauskommt, mit verallgemeinernden Resümees des Autors, dem alle amerikanischen Kleinstädte baulich und sozial normiert und monoton erscheinen und die Natur ihrer Farbe berauben.

„Eine solche Gesellschaft funktioniert fabelhaft bei der Massenproduktion von Automobilen, Ein-Dollar-Uhren und Sicherheitsrasiermessern. Aber zufrieden gibt sie sich erst, wenn die ganze Welt mit ihr der Meinung ist, Ziel und froher Zweck des Lebens bestünden darin, in billigen Benzinkutschen herumzufahren, Reklamen für Wegwerfuhren zu gestalten und in trauter Dämmerung nicht über Liebe und Tapferkeit zu sprechen, sondern darüber, wie praktisch doch Sicherheitsrasiermesser sind.“

Die zweite Hälfte des Romans handelt von der zunehmenden Verschlechterung der Beziehung zwischen den beiden Eheleuten. Weder erkennt der kommunikationsschwache Dr. Kennicott, der sich lieber mit seinem Auto beschäftigt, die Ursachen von Carols Frustration und ihre unbefriedigten kulturellen Bedürfnisse, noch versteht diese, warum Kennicott von seiner aufreibenden Tätigkeit als Arzt in der Kleinstadt erfüllt sein kann – ein Motiv, das auch in Gustave Flauberts Roman Madame Bovary auftaucht, deren Hauptfigur ebenfalls eine gelangweilte Arztgattin ist. Allerdings geht Carol als hochmoralische Person nicht auf die Gelegenheit zu Affären mit Freunden ein. Immer wieder wird sie von Schuldgefühlen gegenüber ihrem Mann gepackt, dessen Pragmatismus und Sparsamkeit alle größeren Projekte oder gemeinsamen Urlaube verhindert. Dennoch sucht sie weiterhin ihr Utopia. In völliger Fehleinschätzung ihrer sozialen Position sieht sie sich gemeinsam mit unzähligen anderen Frauen in einer Reihe mit ausgebeuteten Arbeitern und indischen Kämpfern gegen den Kolonialismus. Sie versucht, ein Buch von Thorstein Veblen zu lesen und wünscht sich, „klassenbewusst zu denken, ohne herauszufinden, welcher Klasse sie sich hätte bewusst sein sollen“.
Nach einigen Jahren erkennt Carrol, dass sie mit ihren Reformvorschlägen dauerhaft Außenseiterin bleiben wird. Sie verliebt sich in einen jungen schwedischen Schneider mit künstlerischen Ambitionen und zweifelhaftem Talent, in dem sie einen Seelenverwandten zu erkennen meint. Ihr Mann schützt sie vor der lüsternen Neugier und Häme der Nachbarn, die schon eine junge Lehrerin wegen ihrer angeblich zweifelhaften Moral aus der Stadt vertrieben haben. Sie flieht schließlich mit ihrem kleinen Sohn nach Washington, wo sie während des Weltkrieges als Sekretärin im Kriegsversicherungsamt arbeitet, in die Gewerkschaft eintritt, sich an einem Streik beteiligt und mit Frauenrechtlerinnen Kontakt hat. Zwar zeigt sich auch in Washington der Stumpfsinn von Gopher Prairie, den vor allem die Zuwanderer aus dem Mittelwesten mitbringen, und es handelt sich keinesfalls um ein Künstlerparadies; doch auch Büromädchen können sich amüsieren und genießen ihre Freiheiten. Im Vergleich zu ihnen fühlt sie sich plötzlich „alt, bäurisch und unansehnlich“. Ihr Mann besucht sie und motiviert sie zur Rückkehr. Sie erkennt, dass es nicht leicht ist, als Frau aus der Provinz den Osten zu erobern, wo das Leben weit komplizierter ist als gedacht und sich niemand für sie interessiert. Vor der Geburt des zweiten Kindes kehrt sie leicht resigniert nach Gopher Prairie zurück, das infolge des Nachkriegsbooms reich geworden ist (Dr. Kennycott spekuliert inzwischen mit Ölaktien) und immerhin eine Straßenbeleuchtung erhalten hat. Sie akzeptiert ihr Leben dort. Ihr Hass auf die Kleinstadt ist verschwunden.

## Stil und Wirkung
Die Erzählweise des Romans ist linear, relativ schlicht, aber sehr präzise, die Satire fällt relativ milde aus. Die Haltung des Erzählers ist ambivalent; sie ist durch die Kindheitserinnerungen des Autors an Sauk Centre in Minnesota geprägt (sein Vater war Arzt wie Dr. Kennicott) und schwankt zwischen Sympathie für seine Figuren, Unbehagen am Milieu und entlarvender Beobachtung boshafter, ignoranter oder geldgieriger Züge der Einheimischen. Ausbeutung und Hilfsbereitschaft sind hier ebenso zu finden wie echte Religiosität und moralische Tyrannei, Stolz auf die eigene Leistung und prahlerische Eitelkeit (booster spirit). Entsprechend entsteht kein eindeutiges psychologisches Profil der Heldin, weil deren Haltung ebenso zwischen Integrationsbereitschaft, Anpassung an die Spielregeln der Mittelschicht, Abneigung und Auflehnung oszilliert. Diese Ambivalenzen spiegeln sich auch in der Erzählweise, in der sich Carols Stimmungsschwankungen in der kontrastiven Abfolge kürzerer und längerer Episoden spiegeln.
Wegen der Technik der Selbstentlarvung der Figuren im Dialog wird Main Stream gelegentlich mit den Werken von Charles Dickens verglichen. Der Roman wurde wegen der Qualität seiner Beobachtungen des US-typischen Kleinstadtmilieus, die etliche ermüdende Längen aufweist, als quasi soziologische Analyse des Mittelwestens wahrgenommen und gilt zusammen mit Lewis’ Roman Babitt (1922) als diagnostic novel („diagnostischer Roman“). F. Scott Fitzgerald spendete dem Roman ein leicht vergiftetes Lob, indem er die erstaunliche „Fülle barer Tatsachen“ hervorhob. Tatsächlich entwickelte sich zur Entstehungszeit des Romans die Chicago School der Soziologie mit ihrer starken Gemeinwesenorientierung und ihren akribischen Feldstudien, während gleichzeitig die Massenproduktion mit dem Fordismus Einzug hält und zu einer Monotonisierung der Alltagswelt führt, deren weltweite Auswirkungen auch von europäischen Autoren wie Stefan Zweig beobachtet werden.
So ist Main Street einer sozialdiagnostischen US-Variante einer Neuen Sachlichkeit oder eines fotografischen Realismus zuzurechnen. Der Roman setzt sich mit seiner munteren und bissigen Gesellschaftskritik vom Ernst des Naturalismus Zolas oder Theodore Dreisers ab, was denn auch bei der Nobelpreisverleihung 1930 den Ausschlag für Lewis und zuungunsten Dreisers gab. Der Konflikt zwischen „urbaner Liberalität“ und „rustikalem Hinterwäldlertum“, der die USA bis heute prägt, findet sich hier voll entfaltet. Leo Lania notierte 1927: „Deutschland hat in seiner Epik der neuen Sachlichkeit eines Sinclair Lewis [...] vorläufig nichts Aehnliches entgegenzusetzen. Womit gewiß kein Werturteil gefällt werden soll, sondern bloß eine soziale Erscheinung registriert sei.“
Nicht untypisch für die Zeit von 1900 bis ca. 1925 ist, dass eine Frau als Trägerin von Sozialkritik agiert, so auch in Sherwood Andersons Winesburg, Ohio, Theodore Dreisers Sister Carrie (1900) oder in Carl Van Vechtens vom Leben der Afroamerikaner und der Rassensegregation in Harlem handelnden Roman Nigger Heaven (1926) mit der Figur der Mary Love. Letztlich ist jedoch die Stadt die Heldin des Romans, nicht Carol, über die Gopher City schließlich triumphiert. Dieser Typ von Stadt, an dem Lewis 15 Jahre lang selbst gelitten hatte, ist das, was der Leser schließlich stärker als die Hauptfiguren im Gedächtnis behält.

## Rezeption
Zunächst erwartete man, dass 10.000 Exemplare des Romans abgesetzt werden könnten. Sein Erscheinen galt als sensationell, verunglimpfte er doch scheinbar das, was den Kern des amerikanischen Lebens im Mittelwesten ausmachte. Nach einem Jahr waren 180.000 Exemplare verkauft, die Zuteilungen an den Buchhandel mussten rationiert werden. Nach drei Jahren war der Roman millionenfach verkauft, in mehrere Sprachen übersetzt, dramatisiert und verfilmt. Der Roman begründete den Ruhm Lewis’ und erleichterte den Absatz seiner bis 1929 folgenden vier satirischen Romane, die z. T. höhere literarische Qualität aufwiesen. Diese Romane prägten das europäische Amerikabild maßgeblich und brachten Lewis als erstem Amerikaner den Nobelpreis für Literatur ein.

## Buchausgaben (Auswahl)
- Main Street: New York 1920, London 1921, Chicago 1937, Harmondsworth 1985.
- Die Hauptstraße. Carola Kennicotts Geschichte. Übers. Balder Olden. Berlin 1922; Übers. F. Fein. Berlin 1927; Übers. F. Fein und E. Schafferus. Reinbek (rororo) 1963.
- Main Street. Die Geschichte von Carol Kennicott. (= Manesse Bibliothek der Weltliteratur). Übers. Christa E. Seibicke, Nachwort Andrea Seiler. Manesse, Zürich 1996, ISBN 3-7175-1888-7.
  - Neuausgabe, Übers. Christa E. Seibicke, Nachwort Heinrich Steinfest, Manesse Bücherei, München 2018, ISBN 978-3-7175-2454-0.

## Dramatisierung
- Harvey J. O’Higgins, H. Ford: Main Street. 1921.

## Verfilmungen
- Main Street. USA 1923, Regie: Harry Beaumont
- I Married a Doctor. USA 1936, Regie: Archie Mayo